# Venom Snake
Venom Snake (ヴェノム・スネーク Venomu Sunēku?), también conocido como Punished Snake, es un personaje ficticio de la saga de videojuegos de sigilo Metal Gear. Creado por Hideo Kojima y diseñado por Yoji Shinkawa, es el protagonista más notable en el juego de 2015 Metal Gear Solid V: The Phantom Pain. Su aspecto en diseño se realiza a través de la actuación de voz y captura de rendimiento por Akio Ōtsuka en la versión japonesa, y por Kiefer Sutherland en la versión americana.
Venom Snake es el líder de una unidad mercenaria que regresa al campo de batalla después de despertarse de un coma de nueve años en un incidente que también resultó en la pérdida de su brazo izquierdo y un trozo de metralla incrustado en el lado derecho de su frente. Si bien inicialmente se introdujo en el juego como el personaje antiguo de Metal Gear Big Boss, los indicios de su verdadera identidad emergen gradualmente a lo largo de la historia. Finalmente se revela que en realidad es un ex médico de combate que se sometió a una reconstrucción facial y un lavado de cerebro subliminal para servir como un cuerpo doble; a través de retcon, Venom Snake también se revela como el hombre asesinado por Solid Snake al final del juego original de 1987. El diseño y el papel de Venom Snake en The Phantom Pain recibieron opiniones encontradas de los críticos.

## Historia

### Metal Gear Solid V
Venom Snake (ヴェノム・スネーク Venomu Sunēku?) hace una pequeña aparición en Metal Gear Solid V: Ground Zeroes como un hombre sin nombre que trabaja para Big Boss como un médico de combate y luego a lo largo de Metal Gear Solid V: The Phantom Pain como el personaje jugable y protagónico, también conocido como Punished Snake (パニッシュド・スネーク Panishudo Sunēku?).
Su identidad original (cuya cara está parcialmente oculta cuando está en pantalla) fue empleada por las fuerzas privadas de Militaires Sans Frontières de Big Boss. Acompaña a Big Boss en la extracción en helicóptero de Chico y Paz, de una prisión naval de Estados Unidos, en una instalación en Cuba en 1975. El médico extrae con éxito una bomba de tiempo implantada dentro del abdomen de Paz, sin embargo, no nota una segunda bomba dentro del útero de Paz que explota y hace que su helicóptero se estrelle en el proceso. El médico protege a Big Boss de la explosión y dos hombres sobreviven al choque, pero el médico termina perdiendo su brazo izquierdo mientras fragmentos de huesos y dientes están enterrados dentro de su cuerpo, incluido un gran trozo de metralla alojado dentro de su corteza cerebral. Tanto el médico como Big Boss caen en coma durante los próximos nueve años. Durante su coma, el médico es trasladado a un hospital en Chipre, donde fue sometido al proceso de lavado de cerebro subconsciente y reconstrucción facial de Zero ser el doppelganger mental de Big Boss y desviar la atención de su plantilla mental.

### Metal Gear
Venom Snake tiene una aparición importante, dándole consejos falsos por códec a Solid Snake y suplantando a Big Boss en la batalla final, siendo asesinado por Solid Snake y desapareciendo en la explosión de Outer Heaven.

## Apariciones
Cronológicamente:
- Metal Gear Solid V: Ground Zeroes (solo al final como un médico de combate sin nombre)
- Metal Gear Solid V: The Phantom Pain
- Metal Gear (videojuego) (como suplente de Big Boss)
- Metal Gear 2: Solid Snake (brevemente mencionado)
- Metal Gear Solid (mencionado indirectamente)
- Metal Gear Solid 4: Guns of the Patriots (mencionado indirectamente)